# Claes Andrén
Claes Andrén (* 1949) ist ein schwedischer Zoologe, Professor für Naturschutzbiologie an der Universität Göteborg und seit 2006 wissenschaftlicher Leiter des Tierparks Nordens Ark.
In seiner gesamten wissenschaftlichen Laufbahn hat er an zahlreichen internationalen herpetologischen Projekten teilgenommen. Besonders engagierte er sich in den späten 1970er-Jahren für die Wiederansiedlung der Rotbauchunke in Schweden. Für ein Programm der schwedischen Naturschutzbehörde Naturvårdsverket zur Erhaltung einheimischer Lurche erstellte er einen Aufgabenkatalog.
Zusammen mit seinem Kollegen Göran Nilson schuf Claes Andrén mehrere Naturfilme, von denen einige im schwedischen Fernsehen gezeigt wurden. Seit den 1970er Jahren unternahm Andrén mehrere Studienreisen ins Ausland zur Kartierung der örtlichen Kriech- und Lurchtiervorkommen. Dabei besuchte er vor allem die Türkei, aber auch Sowjetrepubliken (die heutigen Staaten Armenien, Kasachstan und Turkmenistan), zu denen nur wenige westliche Forscher Zutritt erhielten.